# Constâncio Ribeiro da Maia
Constâncio Ribeiro da Maia (Goiás, 30 de novembro de 1831 — Goiás, 4 de setembro de 1898) foi um político brasileiro.
Assumiu o governo de Goiás em dois períodos, de 20 de maio a 18 de julho de 1891 e de 7 de dezembro de 1891 a 19 de fevereiro de 1892.